# Шолохово (Вологодский район)
Шо́лохово — деревня в Вологодском районе Вологодской области.
Входит в состав Новленского сельского поселения, с точки зрения административно-территориального деления — в Новленский сельсовет.
Расстояние по автодороге до районного центра Вологды — 70 км, до центра муниципального образования Новленского — 10 км. Ближайшие населённые пункты — Осиновка, Дурнево, Виселкино, Острецово, Котлово, Чашково, Прокино, Тарасово, Никулинское.
По переписи 2002 года население — 133 человека (61 мужчина, 72 женщины). Преобладающая национальность — русские (98 %).

## Известные уроженцы
- Михкалёва Е. Ф. (1922—2001) — Герой Социалистического Труда (1960).